# Heilig Hartbeeld (Olland)
Het Heilig Hartbeeld is een standbeeld in de Nederlandse plaats Olland, in de gemeente Meierijstad.

## Achtergrond
Het Heilig Hartbeeld werd gemaakt in het atelier van Michiel van Bokhoven en Henri Jonkers. Het werd geplaatst bij de Sint-Martinuskerk ter gelegenheid van het zilveren priesterjubileum van J.M. van der Ven.

## Beschrijving
Het beeld is een staande Christusfiguur in gedrapeerd gewaad. In zijn rechterhand houdt hij een scepter en in zijn linkerhand een rijksappel. Achter zijn hoofd draagt hij een nimbus, op zijn borst een vlammend hart. 
Het beeld staat op een rechthoekige sokkel, waarop aan vier kanten tekst is aangebracht. Op de voorzijde staat: 

H. HART

van

JEZUS

koning en middel

punt aller harten

ontferm u onzer

Een beeld van hetzelfde ontwerp, maar dan zonder nimbus, werd medio 1927 geplaatst in Teteringen.